# 方言 (著作)
《輶軒使者絕代語釋別國方言》，簡稱《方言》，或為《揚子方言》，西漢語言學家揚雄著，是中国第一部记录方言的著作。

## 成書背景
戴震曾考订《方言》为汉扬雄所著。《漢書·藝文志》和《漢書·揚雄傳》均無揚雄編撰本書的記載。最早在應劭《風俗通義·序》首次提及揚雄受严君平啟發，求問於各地孝廉與衛卒，最終歷時二十七年方成本書。其間刘歆编《七略》，求观《方言》，被扬雄回绝：“未定，未可以见”。東漢應劭《風俗通義·序》有“周秦常以歲八月遣輶軒之使，求異代方言，還奏籍之，藏於秘室”，這解釋了書名的含義，即秦朝以前，每年八月，政府派遣“輶轩使者”（乘坐轻车的使者）到各地搜集方言，并记录整理。这些材料由于战乱而散失。《方言》很有可能是集體創作，扬雄的老师严君平曾經收集了1000多字，林閭翁孺保存有目录提纲一类的资料（梗概之法）。扬雄的亲戚也有了解。洪迈即認為《方言》非揚雄所造，而是“汉魏之際好事者爲之”。後來學者盧文弨、錢繹、王先謙、王國維、羅常培等皆認為確實是揚雄所著。

## 體制
《方言》全書十五卷，收錄9000餘字。今本僅十三卷，收11900多字。應劭記載，全書九千余言，但今本反而為多，大約后人有所增益。
《方言》目次編排與《爾雅》類似。其體例也大致有兩種：給出一詞，分列各地稱謂的不同，如卷八釋「豬」；再有，羅列一組同義詞，給出共同解釋，再分別辨析各地之不同，如釋「嫁、逝、徂、適」。另外，《方言》前三卷、卷六、卷七和卷十、卷十二、十三都是語詞部分，有動詞、形容詞和一些名詞，卷四解釋衣服，卷五釋各種物，卷八解釋動物，卷九解釋車船、兵器，卷十一解釋昆蟲，這種內容編排模式大致與《爾雅》相近。

## 內容
《方言》記錄的詞語地域範圍廣泛，東起東齊、海岱，西至秦、隴、涼州；北起燕、趙，南至九嶷、桂林；東北至朝鮮、洌水，西北至秦晉之北鄙；東南至吳、越、東甌，西南至梁益、蜀漢，幾乎概括了漢朝時整個國土。其內容十分豐富，綜合起來大致有以下幾類︰
（一） 通語 — 或稱凡語、凡通語、通名。這是指沒有地域限制、在西漢時通行地域較廣的共同語。例如︰
「嫁、逝、徂、適，往也。自家而出謂之嫁，由女而出為嫁也。逝，秦晉語也。徂，齊語也。適，宋魯語也。往，凡語也。」
（二） 某地某地之間通語 — 或稱四方之通語、四方異語而通者。這是通行地域較廣的方言。例如︰
「覆結謂之幘巾，或謂承露，或謂之覆  。皆趙魏之間通語也。」 
（三） 古今語 — 又稱古雅之別語、古雅，均是指在實際語言中殘存的古代方言。例如︰
「敦、豐、厖、𡗦、憮、般、嘏、奕、戎、京、奘、將，大也，凡物之大貌曰豐。厖，深之大也。東齊海岱之間曰𡗦，或曰憮。宋魯陳衛之間謂之嘏，或曰戎。秦晉之間，凡物壯大謂之嘏，或曰夏。秦晉之間，凡人之大謂之奘，或謂之壯。燕之北鄙，齊楚之郊或曰京，或曰將。皆古今語也，初別國不相往來之言也，今或同。而舊書雅記故俗語，不失其方，而後人不知，故為之作釋也。」
（四） 某地語、某地某地之間語 — 這是不同地域的方言。
「垤、封，場也。楚郢以南蟻土謂之垤。垤，中齊語也。」 
（五） 轉語 — 對於因方言語音差異而形成的詞語，揚雄稱之為「轉語」，其形成原因則稱為「語之轉」。「轉語」雖然書寫形式不同，但語音上往往相近。例如︰
「庸謂之倯，轉語也。」 

## 評價
- 罗常培评价扬雄的工作说“这简直是现代语言工作者在田野调查时记录卡片和立刻排比整理的功夫。”
- 西漢張敞之孫張伯松說《方言》是“懸諸日月不刊之書”。[10]
- 北齊顏之推認為《方言》之不足，是「考名物之同異，不顯聲讀之是非」。[11]

## 與《方言》相關的其他著作
- 晉人郭璞有《方言注》，音義并重，后人多為稱道。
- 清人戴震作《方言疏證》，是研究《方言》必備資料。
- 今人周祖謨作《方言校箋》，1956年由科學出版社印行於世。

## 延伸阅读
[在维基数据编辑]
 在维基文库阅读本作品原文（ 在维基共享资源阅览影像）
 《方言 (四部叢刊本)》
 《輶軒使者絕代語釋别國方言 (四庫全書本)》